# Liste der Kreisstraßen im Saale-Holzland-Kreis

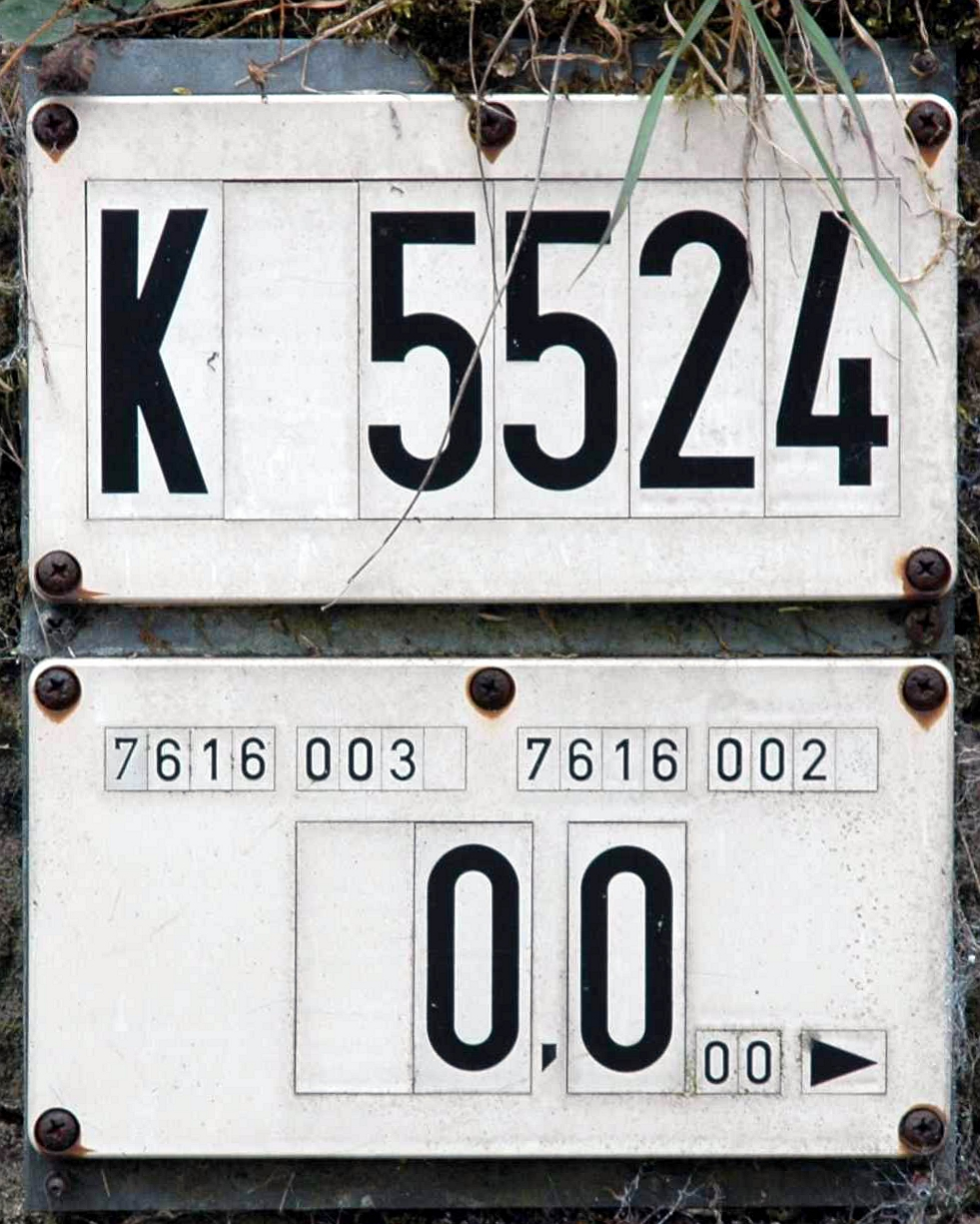
Stationszeichen

Die Liste der Kreisstraßen im Saale-Holzland-Kreis ist eine Auflistung der Kreisstraßen im thüringischen Saale-Holzland-Kreis.

## Abkürzungen
- K: Kreisstraße
- L: Landesstraße

## Liste
Straßen und Straßenabschnitte, die unabhängig vom Grund (Herabstufung zu einer Gemeindestraße oder Höherstufung) keine Kreisstraßen mehr sind, werden kursiv dargestellt. Der Straßenverlauf wird in der Regel von Nord nach Süd und von West nach Ost angegeben.
| Nr.   | Verlauf |
| ----- | --- |
| K 101 | L 1077 in Stadtroda (– Abzweig nach Tissa) – Ulrichswalde – Möckern – L 1076 in Quirla                                                               |
| K 102 | L 1076 in Quirla – Dorna – Bollberg |
| K 103 | Schleifreisen – L 1070/L 1073 in Hermsdorf |
| K 104 | L 1076 – Reichenbach |
| K 105 | Scheiditz – L 1075 |
| K 106 | L 1075 – Rabis (– Abzweig nach Zöttnitz) – L 1075 in Schlöben                                                                                        |
| K 107 | Gröben – K 201 |
| K 108 | Bobeck – L 1075 |
| K 109 | Lotschen – L 2315 |
| K 110 | L 1077 – Meusebach |
| K 111 | Bremsnitz – L 2318 |
| K 112 | Rattelsdorf – L 2318 in Weißbach |
| K 113 | L 1062 in Ottendorf – Kleinebersdorf – K 114 – Renthendorf – Kreisgrenze – (K 216 im Saale-Orla-Kreis)                                               |
| K 114 | K 113 in Kleinebersdorf – Hellborn – |
| K 115 | L 1077 in Gernewitz – Rausdorf – Großbockedra – K 123 – K 116 – Obergneus – Untergneus – L 1062 in Geisenhain                                        |
| K 116 | K 115 – Magersdorf – Unterbodnitz – K 117 – L 1062 in Oberbodnitz                                                                                    |
| K 117 | K 166 in Kleinpürschütz – K 116 in Unterbodnitz |
| K 118 | K 205 – Seitenbrück |
| K 119 | L 2316 in Schöngleina – Gerega – Beulbar – Ilmsdorf – K 207                                                                                          |
| K 120 | K 201 – Podelsatz |
| K 121 | Mennewitz – L 1075 |
| K 122 | L 1075 – Trockhausen |
| K 123 | (K 3 in Jena) – Kreisgrenze – Rutha – Sulza – K 164 – Großbockedra (– Abzweig zur K 115) – Kleinbockedra                                             |
| K 124 | L 1062 in Eineborn – L 1073 in Tautendorf |
| K 125 | L 1073 – Weißenborn – Tautenhain – L 1075 |
| K 126 | L 3007 – Seifartsdorf |
| K 127 | L 1374 in Crossen an der Elster – Nickelsdorf |
| K 128 | K 129 in Eisenberg – Etzdorf |
| K 129 | L 1073 in Eisenberg – K 128 – Thiemendorf |
| K 130 | L 1073 – Buchheim |
| K 131 | L 1073 – Walpernhain |
| K 132 | Rudelsdorf – L 1073 |
| K 133 | Großhelmsdorf – L 1071 |
| K 134 | L 1372 in Nautschütz – Böhlitz |
| K 135 | L 1071 in Hainchen – Pratschütz – L 1372 in Zschorgula                                                                                               |
| K 136 | L 1071 in Hainchen – Kämmeritz |
| K 137 | K 138 – Stünzmühle – Törpla – L 1071 in Gösen |
| K 138 | L 2306 – Launewitz – Willschütz – Dothen – Tünschütz – K 137 – Petersberg (– Abzweig nach Kischlitz) – K 159 – Aubitz – in Petersberg, Gewerbegebiet |
| K 139 | Grabsdorf – L 1071 in Schkölen |
| K 140 | L 1070 in Frauenprießnitz – K 148 – Thierschneck – K 141 – Graitschen auf der Höhe – L 1071                                                          |
| K 141 | in Camburg – Wonnitz – K 142 – Kleinprießnitz – K 147 – K 140                                                                                        |
| K 142 | – Posewitz – K 143 – K 141 in Wonnitz |
| K 143 | K 142 in Posewitz – Zöthen – Döbrichau – K 202 |
| K 144 | Tümpling – |
| K 145 | L 1059 in Camburg – Döbritschen – Würchhausen – Wichmar –                                                                                            |
| K 146 | L 2303 – Wilsdorf (– Abzweig nach Hirschroda) – L 2303 in Dornburg                                                                                   |
| K 147 | L 1070 – Schleuskau – K 148 – K 141 |
| K 148 | K 147 in Schleuskau – K 140 in Frauenprießnitz |
| K 149 | L 2301 – Hainichen |
| K 150 | L 2301 in Lehesten – Rödigen – Kreisgrenze – (K 16 in Jena)                                                                                          |
| K 151 | (K 5 in Jena) – Kreisgrenze – Golmsdorf – K 210 in Naura                                                                                             |
| K 152 | L 2306 – Tautenburg |
| K 153 | Rockau – L 1070 |
| K 154 | K 210 in Löberschütz – Jenalöbnitz – in Großlöbichau                                                                                                 |
| K 155 | – Kleinlöbichau |
| K 156 | – Großlöbichau |
| K 157 | Taupadel – in Rodigast |
| K 158 | K 210 in Graitschen bei Bürgel – Poxdorf |
| K 159 | in Bürgel – Hohendorf – K 160 – Schmörschwitz – Rauschwitz – L 1070 – Pretschwitz – Döllschütz – K 138                                               |
| K 160 | K 159 – Nischwitz – Göritzberg – L 1070 |
| K 161 | Karsdorfberg – L 1070 |
| K 162 | – Silberthal – Hetzdorf |
| K 164 | (K 2 in Jena) – Kreisgrenze – K 123 in Sulza |
| K 166 | in Rothenstein – Oelknitz – Jägersdorf – K 168 – Kleinpürschütz – K 117 – Großpürschütz – in Kahla                                                   |
| K 168 | /L 2309 in Schöps – K 166 in Jägersdorf |
| K 169 | L 1110 in Löbschütz – Lindig |
| K 170 | L 1110 – Lindenmühle – REIMAHG – Trompetermühle – Linzmühle – Leubengrund – Leubengrund, Schwarzer Teich                                             |
| K 171 | in Großeutersdorf – Kleineutersdorf – L 1110 |
| K 172 | K 173 in Dienstädt (– Abzweig nach Eichenberg) – Dehnamühle – in Großeutersdorf                                                                      |
| K 173 | K 172 – Kleinbucha – Dienstädt – K 172 – Orlamünde –                                                                                                 |
| K 174 | Schmölln – L 1110 in Chausseehaus |
| K 175 | Eichenberg – K 172 |
| K 176 | Zwabitz – K 208 in Bibra |
| K 177 | K 208 – Gumpertal |
| K 178 | Röttelmisch – K 208 |
| K 179 | K 208 – Zweifelbach |
| K 180 | K 208 – Geunitz – K 208 in Reinstädt |
| K 181 | Hohe Straße Richtung Milda – nicht befahrbar – Beckerskirchhof – nicht befahrbar – Abzweig nach Bergern – K 208 in Reinstädt                         |
| K 182 | Plinz – K 192 in Altenberga |
| K 183 | L 2309 – Rodias |
| K 184 | L 2309 – Dürrengleina |
| K 186 | L 2309 – Großkröbitz – Kleinkröbitz – L 2309 in Zimmritz                                                                                             |
| K 189 | L 2309 – Pösen |
| K 190 | Coppanz (– Abzweig zur Kreisgrenze – (Landkreis Weimarer Land)) – L 2308 in Bucha                                                                    |
| K 191 | L 2308 – Oßmaritz – wassergebundene Decke – Kreisgrenze – (Jena (Vorwerk Cospoth))                                                                   |
| K 192 | L 2309 in Altendorf – Altenberga – K 182 – Greuda – in Kahla                                                                                         |

| Nr.   | Verlauf |
| ----- | --- |
| K 201 | L 1075 in Schlöben – K 107 – K 120 – L 1077 in Gernewitz |
| K 202 | in Schinditz – K 143 – Landesgrenze – (K 2232 im Burgenlandkreis (Sachsen-Anhalt))                                                                                 |
| K 204 | L 1374/L 3007 – Tauchlitz |
| K 205 | L 1062 – K 118 – K 211 in Trockenborn |
| K 206 | L 1108 in Freienorla – L 1110 in Chausseehaus |
| K 207 | – Thalbürgel – K 119 – Waldeck – Albersdorf – L 1075 in Ascherhütte                                                                                                |
| K 208 | (K 308 im Landkreis Weimarer Land) – Kreisgrenze – K 180 – Reinstädt – K 181 – K 180 – K 179 – K 178 – Gumperda – K 177 – Bibra – K 176 – K 175 – /L 1110 in Kahla |
| K 209 | L 2301 in Nerkewitz – Neuengönna – |
| K 210 | K 151 in Naura – Löberschütz – K 154 – Graitschen bei Bürgel – K 158 – Nausnitz –                                                                                  |
| K 211 | L 1110 in Hummelshain – Trockenborn – K 205 – L 1077 in Wolfersdorf                                                                                                |
| K 214 | L 1077 in Wolfersdorf – Kreisgrenze – (K 214 im Saale-Orla-Kreis)                                                                                                  |

| Nr.   | Verlauf |
| ----- | --- |
| K 507 | (K 507 im Landkreis Greiz) – Kreisgrenze – ohne eine klassifizierte Straße – Kreisgrenze – (K 507 im Landkreis Greiz) |